# 8169 Mirabeau
8169 Mirabeau este o planetă minoră (asteroid), cu un diametru de 10,948 km, din centura de asteroizi. A fost descoperită pe 2 august 1991 la Observatorul European Austral de Eric Walter Elst și a fost numită după Honoré-Gabriel Riqueti de Mirabeau⁠(d). 
Obiectul prezintă o orbită caracterizată de o semiaxă mare de 3,1592808 UAi, o excentricitate de 0,11, o înclinație de 2,16535 ° în raport cu ecliptica.